# Ctenopelma crassicorne
Ctenopelma crassicorne är en stekelart som beskrevs av Walley 1941. Ctenopelma crassicorne ingår i släktet Ctenopelma och familjen brokparasitsteklar. Inga underarter finns listade i Catalogue of Life.